# Paweł Brożek
Paweł Łukasz Brożek (Kielce, 21 aprile 1983) è un ex calciatore polacco, di ruolo attaccante.
Ha militato gran parte della sua carriera nel Wisła Cracovia, società con cui è sceso in campo per 406 partite segnando 164 reti.

## Carriera

### Club
Iniziò la sua carriera calcistica nel 1992 nel Polonia Białogon Kielce, assieme al fratello gemello Piotr. Nel 1998 si trasferì a Zabrze per giocare nel SMS Zabrze. Sei mesi più tardi entrò nelle giovanili del Wisla Cracovia in coppia con il fratello. Ha esordito in Ekstraklasa l'8 aprile 2001 nella partita contro il Górnik Zabrze, mentre il 21 aprile dello stesso anno ha segnato il suo primo gol nella massima serie polacca nella partita contro l'Odra Wodzisław. Nel maggio del 2001 ha firmato un contratto decennale con il Wisla Cracovia (con cui ha vinto 6 campionati polacchi nelle stagioni 2000-01, 2002-03, 2003-04, 2004-05, 2007-08 e 2008-09). Nel 2002 fu girato in prestito per sei mesi al ŁKS Łódź, con cui giocò nella seconda divisione polacca. Nel 2004 passò in prestito per un anno al GKS Katowice. Nel dicembre 2004 venne invitato dal West Ham United a sostenere un provino assieme al fratello Piotr.
Nel gennaio 2005, per volere dell'allora allenatore, Werner Lička, Brożek ritornò al Wisla Cracovia, divenendo a partire dalla stagione 2005-2006 un giocatore titolare. Nella stagione 2006-2007 ha segnato 4 gol in Coppa UEFA nelle partite della fase a gironi contro Nancy, Basilea e Feyenoord. Nella stagione 2007-2008 è stato il miglior marcatore del campionato polacco con 23 gol segnati, bissando tale successo anche in quella successiva con 19 reti.
Il 31 dicembre 2010 firma per i turchi del Trabzonspor insieme al fratello gemello Piotr Brożek.
Il 31 gennaio 2012 passa agli scozzesi del Celtic Glagosw con la formula del prestito, il 10 agosto successivo rescinde il contratto che lo legava al Trabzonspor.

### Nazionale
Brożek ha militato in vari livelli della Nazionale di calcio della Polonia, dall'Under-15 alla Nazionale maggiore. A livello giovanile ha disputato il Mondiale FIFA Under-17 nel 1999, il Campionato Europeo UEFA Under-16 nel 2000, il Campionato Europeo UEFA Under-18 nel 2001 (vincendolo) ed il Campionato Europeo UEFA Under-21. Nelle qualificazioni al campionato europeo di calcio Under-21 2006 ha segnato 9 gol in 8 partite.
L'esordio con la Nazionale maggiore è avvenuto il 27 aprile 2005 nella partita amichevole contro il Messico, in cui ha segnato anche il suo primo gol. Nel 2006 è stato convocato per partecipare al campionato del mondo 2006 in Germania, durante il quale ha giocato solo la partita della fase a gironi contro l'Ecuador.

## Palmarès

### Club
- Campionato polacco: 6

Wisla Cracovia: 2000-2001, 2002-2003, 2003-2004, 2004-2005, 2007-2008, 2008-2009
- Coppa di Polonia: 2

Wisla Cracovia: 2001-2002, 2002-2003
- Coppa di Lega polacca: 1

Wisla Cracovia: 2000-2001
- Supercoppa di Polonia: 1

Wisla Cracovia: 2001
- Scottish Premier League: 1

Celtic: 2011-2012

### Nazionale
- Campionato europeo di calcio Under-18: 1

2001

### Individuale
- Capocannoniere del campionato polacco: 2

2007-2008 (23 gol), 2008-2009 (19 gol, a pari merito con Takesure Chinyama)
- Calciatore polacco dell'anno (categoria Miglior calciatore del campionato polacco): 1

2008
- Calciatore dell'anno Ekstraklasa: 1

2008-2009